# Trần Nguyên Hãn, thành phố Bắc Giang
Trần Nguyên Hãn là một phường cũ thuộc thành phố Bắc Giang, tỉnh Bắc Giang, Việt Nam.

## Địa lý
Phường Trần Nguyên Hãn có diện tích 0,87 km², dân số năm 2023 là 11.950 người, mật độ dân số đạt 13.735 người/km².

## Lịch sử
Trước tháng 8 năm 1945, phường Trần Nguyên Hãn thuộc đất của tổng Thọ Xương, huyện Bảo Lộc, phủ Lạng Giang, tỉnh Bắc Giang xưa.
Ngày 3 tháng 5 năm 1985, Hội đồng Bộ trưởng ban hành Quyết định số 130-HĐBT về việc thành lập phường Nhà Máy Phân Đạm trên cơ sở dân cư chủ yếu là công nhân nhà máy Phân Đạm hoá chất Hà Bắc của xã Thọ Xương.
Ngày 24 tháng 5 năm 1989, UBND tỉnh Hà Bắc ban hành Quyết định số 419/QĐ-UBND về việc đổi tên phường Phân Đạm thành phường Trần Nguyên Hãn.
Ngày 29 tháng 8 năm 1994, Chính phủ ban hành Nghị định số 103-CP về việc sáp nhập 36 ha diện tích tự nhiên và 6.060 nhân khẩu của phường Ngô Quyền vào phường Trần Nguyên Hãn quản lý.
Phường Trần Nguyên Hãn có 66 ha diện tích tự nhiên và 11.437 nhân khẩu.
Ngày 28 tháng 9 năm 2024, Ủy ban Thường vụ Quốc hội ban hành Nghị quyết số 1191/NQ-UBTVQH15 về việc sắp xếp đơn vị hành chính cấp huyện, xã giai đoạn 2023 – 2025 của tỉnh Bắc Giang (nghị quyết có hiệu lực từ ngày 1 tháng 1 năm 2025). Theo đó, sáp nhập toàn bộ 0,87 km² và quy mô dân số là 11.950 người của phường Trần Nguyên Hãn vào phường Ngô Quyền.